# Issenheim
Issenheim (niem. Isenheim) to miejscowość i gmina we Francji, w regionie Grand Est, w departamencie Górny Ren.
Według danych na rok 1990 gminę zamieszkiwało 2838 osób, 347 os./km².

## Historia
Miejscowość należała do klasztoru benedyktynów w Murbach. Na początku XVI w. na zamówienie zakonu antonianów Matthias Grünewald stworzył tu ołtarz z Isenheim (dziś eksponowany w Musée d'Unterlinden w Colmar we Francji), m.in. ze sceną Zmartwychwstania Jezusa.

## Partnerstwo
Od 1974 miastem partnerskim jest Hainfeld w Austrii.